# Puccinia thaliae
Puccinia thaliae (cannaroest) is een schimmel uit de familie Pucciniaceae, die op Canna-soorten voorkomt. De schimmel tast bij planten de bladeren en stengels aan.

## Kenmerken
Op de bladeren ontstaan geelachtige sporehoopjes, de uredinia, waarin de uredosporen gevormd worden. De uredinia kunnen zowel verspreid als samen geclusterd voorkomen op de bladeren. De goudkleurige uredosporen zijn 28 tot 40 micrometer lang en 20 tot 25 micrometer breed en de vorm varieert van eivormig tot peervormig. Later in het seizoen worden er in de teleutosori teleutosporen gevormd.

## Verspreiding
Van oorsprong komt Puccinia thaliae voor in Noord-, Midden- en Zuid-Amerika. In de jaren vijftig en zestig van de twintigste eeuw bleek echter dat de schimmel zich verspreid had naar Nieuw-Caledonië en Indonesië. Vanaf de jaren zeventig komt de soort ook voor in de Amerikaanse staat Hawaï. Na 1981 werd echter bekend dat de schimmel zich verder verspreid had. De schimmel wordt nu ook aangetroffen in Zuidoost-Azië en dan specifiek in de landen China, India, Japan, Singapore, Taiwan en Thailand. In 1984 werd de schimmel ook waargenomen in Nigeria waarna de schimmel vervolgens in het jaar 2005 werd aangetroffen in Zuid-Afrika. Tevens zijn er monsters genomen van deze schimmel in het Pacifische gebied. In 2012 is de soort voor het eerst aangetroffen in Nieuw-Zeeland.